# M/S Zuiderdam
M/S Zuiderdam är ett fartyg byggt 2002.

## Historia
Den 14 december 2001 sjösattes fartyget. Den 15 november 2002 levererades fartyget till Holland America Line. Den 14 december 2002 gjorde fartyget sin första kryssning som var till Fort Lauderdale. I februari 2005 chartrades fartyget som hotellfartyg.
Den 9 juni 2019 blev farttygets avgång från Kiel försenad sedan medlemmar av klimataktivistgruppen Krossa kryssningsfartygsskiten, med hjälp av mindre båtar, blockerade hamnen.

### Fotnoter
1. ↑  ”Greta Thunberg är långt ifrån ensam” (på svenska). Expressen. 13 juni 2019. Arkiverad från originalet den 13 juni 2019. https://web.archive.org/web/20190613212626/https://www.expressen.se/nyheter/klimat/greta-thunberg-ar-langt-ifran-ensam/. Läst 14 juni 2019.